# Santa Fé (Paraná)
Santa Fé ist ein brasilianisches Munizip im Bundesstaat Paraná. Es hat 11.378 Einwohner (2022), die sich Santa-Feenser nennen. Seine Fläche beträgt 276 km². Es liegt 486 Meter über dem Meeresspiegel.

## Etymologie
Der Name hat seinen Ursprung in dem katholischen Glauben, der Religion, zu der sich die Gründer der Stadt bekannten.

## Geschichte

### Besiedlung
Die Ländereien des heutigen Munizips Santa Fé wurden zu Beginn der 1920er Jahre von der Staatsregierung an Percy James Allem, James Cady Ferry, Alberto Berndt, Jacob Petry und José Habuer Júnior abgetreten. Am 28. Februar 1921 wurden sie Henrique Hacker & Cia weiterverkauft, die sie 1923 an Dr. Antonio Alves de Almeida abstießen. Dieser begann 1928 mit dem Bau einer Straße von Porto Afonso Camargo am Paranapanema zum Wasserfall Santa Fé im Rio Bandeirante do Norte und stellte noch im selben Jahr 40 der insgesamt 70 Kilometer fertig.
Im Rahmen der Politik der Besetzung demografischer Lücken übereignete 1941 die Regierung von Paraná José César de Melo Sampaio ein Grundstück, das dieser vier Jahre später an Urbano Lunardelli aus Londrina verkaufte. Dieser wiederum trennte eine Fläche von 202 Alqueires (knapp fünf Quadratkilometer) ab und verkaufte sie 1948 an Luiz Zaparoli, der ein Sägewerk errichtete und die Parzellierung begann, die schließlich von der Immobiliengesellschaft Coressato & França umgesetzt wurde.
Die neuen Eigentümer der Immobiliengesellschaft ließen Propagandafilme drehen, die in Kinos in verschiedenen Städten vorgeführt wurden. Mit solchen kinematografischen Bildern konnten sie Investoren anlocken und so das Wachstum des Ortes fördern. So beauftragten sie die ebenfalls in Londrina ansässige Firma Rossi Filmes mit der Aufnahme der Bilder der Stadt ab 1949, ihrer Wachstumspläne, der Verbesserungen und auch der Ereignisse, die bis 1950 stattfanden. Der Schwerpunkt des Films lag jedoch auf der Fruchtbarkeit der Böden und dem auf ihnen liegenden "göttlichen Segen" und dem Versprechen einer erfolgreichen Zukunft.
Die ersten Bewohner der Siedlung Santa Fé kamen aus den Bundesstaaten São Paulo und Minas Gerais. Die fruchtbare Terra Roxa sowie die günstige Lage trugen zum raschen Aufschwung des Ortes bei, der durch den Zuzug neuer Siedler und Landwirte weiter begünstigt wurde, die meist Kaffee und Getreide anbauten.

### Erhebung zum Munizip
Santa Fé wurde durch das Staatsgesetz Nr. 2486 vom 14. November 1955 aus dem Munizip Astorga ausgegliedert und selbst in den Rang eines Munizips erhoben. Es wurde am 9. Dezember 1956 als Munizip installiert.

## Geografie

### Fläche und Lage
Santa Fé liegt auf dem Terceiro Planalto Paranaense (der Dritten oder Guarapuava-Hochebene von Paraná) 45 km nördlich von Maringá. Seine Fläche beträgt 276 km². Es liegt auf einer Höhe von 486 Metern.

### Vegetation
Das Biom von Santa Fé ist Mata Atlântica.

### Klima
In Santa Fé herrscht tropisches Klima. Die meisten Monate im Jahr sind durch Niederschläge gekennzeichnet. Es gibt lediglich eine kurze Trockenzeit. Die Klimaklassifikation nach Köppen und Geiger lautet Am. Im Jahresdurchschnitt liegt die Temperatur bei 22,4 °C. Innerhalb eines Jahres gibt es 1419 mm Niederschlag.

### Gewässer
Santa Fé liegt im Becken des Pirapó am südlichen Ufer von dessen rechtem Nebenfluss Rio Bandeirantes do Norte, der die nördliche Grenze des Munizips bildet.

### Straßen
Santa Fé ist über die PR-317 mit Maringá im Süden und Santo Inácio am Paranapanema im Norden verbunden.

### Nachbarmunizipien
| Colorado           | Nossa Senhora das Graças                    | Guaraci   |
| Lobato und Flórida | Kompassrose, die auf Nachbargemeinden zeigt | Jaguapitã |
| Ângulo             | Iguaraçu und Munhoz de Mello                |           |

## Stadtverwaltung
Bürgermeister: Fernando Brambilla, MDB (2021–2024)
Vizebürgermeister: Valdo Margutti, PSC (2021–2024)

## Demografie

### Bevölkerungsentwicklung
| Jahr | Einwohner | Stadt | Land |
| ---- | --------- | ----- | ---- |
| 1960 | 12.797    | 14 %  | 86 % |
| 1970 | 11.527    | 26 %  | 74 % |
| 1980 | 9.510     | 52 %  | 48 % |
| 1991 | 8.708     | 74 %  | 26 % |
| 2000 | 8.870     | 82 %  | 18 % |
| 2010 | 10.432    | 88 %  | 12 % |
| 2022 | 11.378    |       |      |

Quelle: IBGE (2011) und Volkszählung 2022

### Ethnische Zusammensetzung
| Gruppe * | 1991    | 2000    | 2010    | wer sich als …                                                                   |
| --- | ------- | ------- | ------- | -------------------------------------------------------------------------------- |
| Weiße | 66,5 %  | 68,5 %  | 64,3 %  | weiß bezeichnet                                                                  |
| Schwarze | 1,6 %   | 3,3 %   | 2,1 %   | schwarz bezeichnet                                                               |
| Gelbe | 1,0 %   | 0,6 %   | 0,6 %   | von fernöstlicher Herkunft wie japanisch, chinesisch, koreanisch etc. bezeichnet |
| Braune | 30,7 %  | 27,4 %  | 33,0 %  | braun oder als Mischung aus mehreren Gruppen bezeichnet                          |
| Indigene | 0,0 %   | 0,1 %   | 0,0 %   | Ureinwohner oder Indio bezeichnet                                                |
| ohne Angabe | 0,1 %   | 0,0 %   | 0,0 %   |                                                                                  |
| Gesamt | 100,0 % | 100,0 % | 100,0 % |                                                                                  |
| *) Das IBGE verwendet für Volkszählungen ausschließlich diese fünf Gruppen. Es verzichtet bewusst auf Erläuterungen. Die Zugehörigkeit wird vom Einwohner selbst festgelegt. |         |         |         |                                                                                  |

Quelle: IBGE (Stand: 1991, 2000 und 2010)

## Wirtschaft
Die wichtigsten landwirtschaftlichen Erzeugnisse sind: Milch, Soja, Mais und Vieh.
Die vorherrschenden Industriezweige sind Textilien und Lebensmittel: ein Pferdeschlachthof, der zu 100 % für den Export produziert, Geflügelschlachtbetriebe, eine Teigwarenfabrik, Holzgewinnung einschließlich Sägewerk.
Seit 2013 hat sich die Wirtschaft von Santa Fe auf den Markt von Fotografie und Fotobuch verlagert. Mindestens 50 Unternehmen sind in diesem Sektor tätig. Sie haben sich auf (Schul-)Abschlussfeiern spezialisiert. Etwa 15 % der Erwerbstätigen arbeiten in dieser Branche. Die Stadt trägt deshalb den Ehrentitel Hauptstadt der Fotografie. Im Jahr 2011 erhielt die Gemeinde sogar ein Stadttor zu Ehren dieses Titels. Auf der einen Seite der Straße befindet sich eine Kamera und über die Straße spannt sich ein 35-mm-Zelluloid-Film.